# Carmen de Lirio
Carmen de Lirio, nombre artístico de María del Carmen Forns Aznar (Zaragoza, 31 de octubre de 1923 – Barcelona, 4 de agosto de 2014) fue una vedette, actriz y cantante española, que destacó principalmente durante los años 1950 y 1960 en el Paralelo de Barcelona. Al parecer tomó su nombre artístico de la canción «La Lirio» de Concha Piquer.

## Vida
Nada más acabar la guerra civil española la familia de Carmen se trasladó a Barcelona, de donde era originario su padre. En la capital catalana fue donde se inició en el mundo del espectáculo, con gran interés por aprender en el mismo. Estudió corte y confección, fue modelo de pintores y, a la vez, actuó en directo al término de las películas en los cines de barrio, para saber actuar con total naturalidad sobre un escenario.
Debutó en el Paralelo barcelonés en 1949 y fue considerada por muchos como la mejor vedette española de los 50. Estrella de la compañía de Joaquín Gasa, en la que estaban otras figuras del espectáculo, como Alady, Mary Santpere o su gran amigo Antonio Amaya. Tuvo problemas con la censura de la dictadura.
Fue a su vez actriz de teatro y cine, donde participó en más de cuarenta películas, a pesar de que dejó de hacer películas para centrarse en el teatro, su dedicación.
A partir de los años 60 compaginó su participación en películas convencionales con colaboraciones en otras de mayor prestigio, como La casa de las palomas (1971), de Claudio Guerin; Clara es el precio (1974), de Vicente Aranda; La trastienda (1975), de Jorge Grau, retomando el cine en Demasiado viejo para morir joven (1988), de Isabel Coixet, o Verónica L. (1989), de Antoni Padrós y Octavi Martí. También intervino en algunas series de Televisión Española, como La huella del crimen y Las pícaras.

## Filmografía (parcial)
| - Parsifal, 1951 (de Daniel Mangrané y Carlos Serrano de Osma). - La pecadora, 1954 (de Ignacio F. Iquino). - La ironía del dinero, 1957 (de Edgar Neville y Guy Lefranc). - Secretaria para todo, 1958 (de Ignacio F. Iquino). - La vida alrededor, 1959 (de Fernando Fernán Gómez). - Festival en Benidorm, 1960 (de Rafael J. Salvia). - La paz empieza nunca, 1960 (de León Klimovsky). - Honorables sinvergüenzas, 1961 (de José Luis Gamboa). - Goliat contra los gigantes, 1963 (rodada en Italia, de Guido Malatesta). - El mujeriego, 1963 (de Francisco Pérez Dolz). - A escape libre, 1964. - Las salvajes en Puente San Gil, 1966 (de Antoni Ribas). - Operación Mata-hari, 1968 (de Mariano Ozores). - Marquis de Sade's Justine, 1969 (de Jess Franco). - La casa de las palomas, 1971 (de Claudio Guerín). | - Aborto criminal, 1973. - Clara es el precio, 1974 (de Vicente Aranda). - Cuando el cuerno suena..., 1974. - La trastienda, 1975 (de Jorge Grau). - Adulterio a la española, 1976. - Los hijos de..., 1976. - El francotirador, 1977. - Carne apaleada, 1978. - Las alegres chicas de Colsada, 1983. - Yo, "El Vaquilla", 1985 (de José Antonio de la Loma). - Demasiado viejo para morir joven, 1988 (de Isabel Coixet). - Amanece, que no es poco, 1988. - Verónica L., 1989 (de Antoni Padrós y Octavi Martí). - Tiempos mejores, 1994. - Tres días de libertad, 1995. - La moños, 1996. |

## Sus memorias
- Memorias de la mítica vedette que burló la censura (ACV, con la colaboración de Ociopuro-El Molino).